# 轉口港

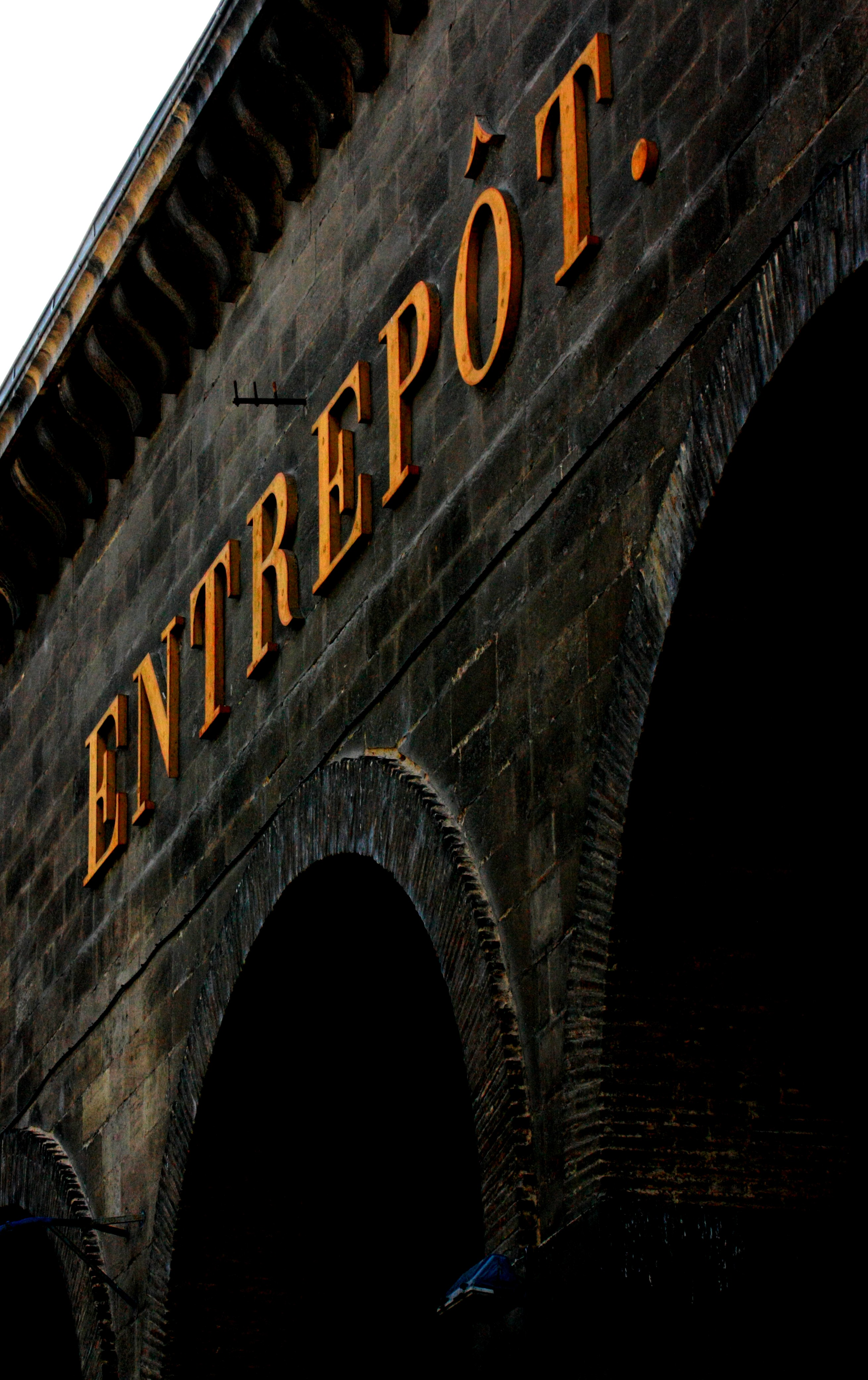

轉口港是指以從事轉口貿易為主的港口，很多時候專門指東方國家與西方國家轉口貿易。

## 著名的轉口港
- 香港維多利亞港
- 台灣高雄港
- 台灣基隆港
- 中國深圳鹽田港
- 中國上海洋山港
- 新加坡港
- 印度奎隆
- 阿聯杜拜
- 土耳其伊斯坦堡
- 荷蘭鹿特丹
- 德国不来梅哈芬
- 南非開普敦
- 剛果博馬
- 巴拿馬科隆
- 美國紐奧良

## 歷史上的轉口港
- 琉球國那霸港